# فرس البحر النصف شوكي
فرس البحر النصف شوكي (الاسم العلمي: Hippocampus semispinosus) (بالإنجليزية: Half-spined seahorse)‏ هو نوع من الأسماك يتبع جنس فرس البحر من فصيلة زمارات البحر.